# Pável Gorianinov
Pável Gorianinov (Mogilev, 1796 – San Pietroburgo, 21 ottobre 1865) è stato un botanico e naturalista russo.
Si specializzò in Pteridophyta, micologia e spermatofiti. Fu autore del Prodromus Monographiae Scitaminarum nel 1862.

## Pubblicazioni
- (LA)  Primae Lineae Systematis Naturae, nexui naturali omnium evolutionique progressivae per nixus reascendentes superstructui, (1834)
- (LA)  Tetractys naturae seu systema quadrimembre omnium naturalium (1843)
- (LA)  Characteres Essentiales Familiarum Ac Tribuum Regni Vegetabilis Et Amphorganici : Ad Leges Tetractydis Naturae Conscripti (1847)

## Fonti
- Robert Zander, Fritz Encke, Günther Buchheim, Siegmund Seybold (eds.). Handwörterbuch der Pflanzennamen. 13. Auflage. Ulmer Verlag, Stuttgart 1984, ISBN 3-8001-5042-5